# José Manuel Fuente
José Manuel Fuente Lavandera foi um ciclista profissional espanhol que nasceu a 30 de setembro de 1945 em Limanes (Principado de Astúrias) e faleceu a 18 de julho de 1996 em Oviedo. Era conhecido popularmente com o apelido de El Tarangu.
Com tão só 7 anos como profissional acumulava um palmarés que poucos ciclistas tinham podido conseguir, e menos em tão pouco tempo. Muitos destes triunfos conseguiu-os na Volta a Itália, país onde era muito querido e valorizado tanto por seu espírito de atacante nato como pela sua grande rivalidade com Felice Gimondi e com o mítico ciclista Eddy Merckx do que não obstante era um grande amigo.
Problemas de saúde obrigaram-lhe a um abandono prematuro da atividade desportiva. Anteriormente retomou a sua relação com o ciclismo profissional sendo o diretor desportivo da equipa asturiana CLAS-Cajastur.

## Inícios
Chegou ao ciclismo por amizade, ao acompanhar a seu amigo de Colloto, Paco Cubillas, às corridas que este se apontava. Naquele momento a bicicleta não era mais que um entretenimento que com o passo do tempo se converteu na grande torcida do pequeno Jose Manuel. Em seus inícios as duas pessoas que lhe ajudaram foram o ciclista aficionado, José Luis González Rio (Carretillo) e o médico da paroquia, Eduardo Empréstimo.
Em 1962, aos dezassete anos de idade, chegaram os primeiros postos de honra. Corria no juvenil da Tenderina de Oviedo.
Em 1964 e 1965 é aficionado de 2ª e corre na equipa Mantova de Oviedo. É curioso porque um tal Eddy Merckx, que tinha nascido três meses antes que Fuente, estreia como ciclista profissional a 27 de abril de 1965.
Em 1966, como aficionado de 1.ª, corre com a equipa Horno San José. Ali coincide com futuros ciclistas profissionais como Antonio Menéndez o Gonzalo Aja.
Em 1967 corre nas fileiras da equipa Corisa. No entanto as suas aspirações de dar o salto a profissionais veem-se truncadas pelo serviço militar que devia cumprir em 1968. Por esse motivo nesse ano não milita em nenhuma equipa e deve esperar a 1969 para reiniciar sua carreira ciclista como aficionado.
Em 1969 corre com a equipa Werner e completa a sua melhor temporada como ciclista aficionado, até ao ponto de ser nomeado melhor ciclista aficionado das Astúrias. Mas o que deveria ser uma plataforma para fazer a estreia em profissionais se converte num passo atrás ao chocar o seu temperamento com os diretores da equipa Werner. Com 24 anos Fuente fica sem equipa e a sua carreira como ciclista parece mais perto do fim.
Sem equipa e sem trabalho a vida de José Manuel Fuente se desmoronava. Pelo sonho de chegar a ser ciclista profissional tinha-se enfrentado a sua família e tinha deixado um trabalho fixo, e agora, com quase 25 anos, uma idade à que muitos ciclistas são já profissionais consagrados, vê partir o penúltimo comboio. Procura à desesperada quem lhe dê uma mão e encontra-se com a ajuda de Amieva, que é quem o recomenda a Julio San Emeterio, diretor desportivo da equipa Karpy.

## Carreira profissional
Fuente corre em 1970 com a equipa Karpy e fá-lo com licença de independente ou aficionado de 1.ª especial, categoria que existia naquela época para os profissionais de primeiro ano. Era o Karpy uma equipa eminentemente jovem com ciclistas de grande projeção como Eduardo Castelló, Gonzalo Aja, José Albelda, Juan Manuel Santisteban, Julián Cuevas ou o próprio José Manuel Fuente.
Estreia na Volta a Espanha e fá-lo em grande estilo. Na primeira etapa veste-se em maillot da classificação dos neo-profissionais, denominado pelas suas cores Maillot Tigre, e já não lho tira em toda a Volta. Termina décimo-sexto a 5:23 do ganhador, Luis Ocaña. A consecução do maillot Tigre supôs uma mudança radical na projeção desportiva do Tarangu, não esqueçamos que seis meses antes se encontrava sem equipa e sem nenhuma expectativa de futuro e agora não somente tinha justificado o seu contrato pela equipa Karpy, mas que também praticamente garantia o seu futuro imediato.
Fuente continua fazendo uma brilhante temporada na qual consegue um terceiro posto na Volta aos Vales Mineiros, um quinto na Volta a Astúrias, onde ademais se levou a classificação da regularidade e a vitória na quinta etapa, e um sexto na Volta à Rioja. Terminou a sua primeira temporada com os profissionais com a vitória na última etapa da Volta à Catalunha, ao impor-se ao sprint a seu colega de escapada, José Luis Uribezubía Velar.
Todos estes bons resultados serviram para que os olhos da toda poderosa equipa ciclista Kas se fixassem em Fuente e a 5 de janeiro de 1971 se incorporava às fileiras da equipa Kas.
Kas, 1971. Seus inícios no Kas foram muito duros. Os resultados não acompanhavam tanto a nível pessoal como a nível de equipa. Durante o início da Volta a Espanha as críticas voltaram-se contra a equipa de Dalmacio Langarica e precisamente a Volta não foi o bálsamo que a equipa precisava, já que a atuação de Fuente e seus colegas foi lamentável: uma única vitória de etapa, ganhada por José Antonio González Linares; o ciclista melhor classificado na geral foi Txomin Perurena no posto décimo sexto e a Kas finalizou sexto na classificação por equipas. A Fuente também não foi-lhe nada bem a nível pessoal: finalizou no posto 54 de 68 e em toda a Volta nem se lhe viu.
As consequências da nefasta temporada do Tarangu não demoraram em chegar e Fuente se encontrava ao final da Volta com pé e meio fora da equipa ciclista Kas. Sua presença na equipa da Volta a Itália estava descartada e a sua saída do Kas a final de temporada estava quase assegurada. Uma lesão à última hora de Gabriel Mascaró obrigou a Dalmacio Langarica a incorporá-lo e finalmente foi da partida. Ali, em Itália, a sua vida desportiva deu uma mudança de 180º.
Na décima etapa entre Forte dei Marmi e Pian do Falco chegou a sua primeira vitória com a equipa Kas, uma vitória que também o catapultou ao primeiro posto do grande prémio da Montanha, e que terminaria se levando pela primeira vez em sua carreira.
As críticas do princípio de temporada converteram-se em elogios e o Tarangu, em grande estado de forma, foi convocado para disputar seu primeiro Tour de France.
No Tour novamente brilha na montanha com duas vitórias consecutivas nos Pireneus. A primeira em Bagneres de Luchon no dia que Luis Ocaña se foi ao solo na descida do Col du Mente e teve que abandonar o Tour portando o maillot amarelo e com mais de sete minutos de vantagem a respeito Eddy Merckx. A segunda ao dia seguinte na mini-etapa de Luchon-Superbagnères.
Kas 1972. Apesar da importância dos seus triunfos na temporada anterior o papel do Tarangu face à nova temporada segue sendo o de ajudar a seus chefes de equipa no seio da equipa Kas. E todo foi assim até que a caminho de Formigal, na Volta a Espanha, saltou a um ataque de José Grande e abriu um importante vazio com o pelotão. Com a permissão da equipa e do líder da corrida, Txomin Perurena, apresentou-se em Formigal com uma vantagem de 6:37 sobre Antonio Menéndez e de 8:37 a respeito os favoritos. Fuente vestia-se pela primeira vez de amarelo e também com uma substanciosa vantagem de 6:35 sobre Txomin Perurena.
Teve quem considerou a Fuente como um líder aproveitado, mas ele se encarregou de demonstrar que tambéms era o mais forte. Primeiro em Arrate, ao dia seguinte de Formigal, e posteriormente em Orduña, no dia que a Volta chegava a Vitoria, realizou muitas exibições que as tivesse assinado o mesmo Federico Martín Bahamontes.
Fuente ganhou a Volta a Espanha com uma cómoda vantagem de 6:34 sobre o seu colega Miguel María Lasa e de 7:00 sobre Agustín Tamames. Ganhou o grande prémio da Montanha e a combinada e a sua equipa, o Kas, ganhou a classificação por equipas. Mas o mais importante, tinha dominado a corrida como só o faziam os campeões.
Com o excelente estado de forma mostrado na Volta Fuente apresentou-se uma semana depois na Volta a Itália onde se ia encontrar com o imbatível Eddy Merckx e começou o Giro como terminou a Volta, de forma excecional. Na primeira chegada em alto, o temível Block Haus, conseguiu a vitória e alçou-se com a sua primeira maglia rosa. Mas Merckx era muito Merckx e numa emboscada a caminho de Catanzaro fez-se com a liderança e já não a soltou. Fuente seguiu com o seu espírito combativo tanto em Jafferau como no cume do Stelvio Pass, onde ganhou e se alçou com o segundo posto da geral, sempre por trás de Eddy Merckx. Fuente terminou segundo e ratificou o seu excelente triunfo da Volta, também voltou a ganhar o prémio da montanha pelo segundo ano consecutivo.
Kas 1973. Em tão só duas temporadas Fuente já se tinha consolidado como um dos grandes do pelotão e face à nova temporada se marcou um novo objetivo: o Tour de France. Para isso renunciou à Volta a Espanha e se apresentou muito curto de forma no Giro d'Italia. Muito cedo as suas opções de lutar pelo rosa desvaneceram-se, no entanto o seu espírito combativo levou-lhe a ganhar a etapa dolomítica que finalizava em Auronzo di Cadore. Coroou escapado os quatro portos dessa etapa: Passo de Vales, Passo de Santa Luzia, Passo Giau e Cime Tre Croci e fez-se com o grande prémio da Montanha em dura luta com Eddy Merckx, era seu terceiro reinado da montanha do Giro.
Exibindo um grande estado de forma arrasou na Volta a Suíça, ganhou duas etapas, a montanha, a combinada e a geral e chegou em plenitude de condições ao Tour de France.
No entanto no Tour, Fuente encontrou-se com dois duros: o melhor Luis Ocaña e o pavés da terceira etapa. Nesse dia deixou-se mais de sete minutos sobre Ocaña e perdeu praticamente todas suas opções de vitória. Mostrando um carácter irredutível e uma fé cega em suas possibilidades, recusou qualquer pacto Bic-Kas que fortalecesse o amarelo de Ocaña e lhe desse a Fuente um segundo posto e o reinado da montanha. Perdeu ambas coisas, mas no entanto presenteou ao ciclismo uma das jornadas mais épicas que se recordam caminho de Les Orres. Nesse dia atacou a Luis Ocaña no Passo do Galibier até a extenuação, contra-atacou Ocaña no Col de Izoard e ambos chegaram à meta, Ocaña primeiro e Fuente detrás. O terceiro na etapa chegou a sete minutos e o sexto, Joop Zoetemelk , a mais de vinte minutos.
Fuente terminou terceiro na geral e converteu-se no primeiro ciclista espanhol da história em fazer pódio nas três grandes voltas do ciclismo: Giro, Tour e Volta.
Kas 1974. Fuente repete face a 1974 os mesmos objetivos que em 1972: Volta e Giro. Na Volta encontra-se com Luis Ocaña e Bernard Thevenet, primeiro e segundo do último Tour. Fuente, em melhor estado de forma que seus rivais, domina nas montanhas e se faz com as vitórias em Los Angeles de San Rafael e o Naranco, no entanto uma inoportuna queda a caminho de Arrate compromete uma vitória que parecia cantada. Finalmente salva as dificuldades e faz-se com sua segunda Volta a Espanha por tão só 11 segundos sobre Joaquim Agostinho.
E desta forma, com um Tarangu pletórico, apresenta-se em Itália, tão só quatro dias após o seu triunfo em Espanha, disposto a derrotar ao próprio Eddy Merckx. Fuente domina a montanha como nunca se recorda: ganha em Sorrento a terceira etapa e veste-se com a maglia rosa; repete o triunfo em Monte Carpegna e em Il Ciocco e sua vantagem é suficiente para manter a liderança em frente a Merckx depois da única crono daquele Giro. Por diante só montanha, Alpes e Dolomitas.
O Giro era de Fuente. No entanto o asturiano, capaz do melhor e do pior, viveu em Sanremo uma das pejaras mais espetaculares da sua carreira. Numa jornada em media montanha, fria, com chuva e muito nevoeiro Fuente cometeu um erro tático ao atirar do pelotão em primeira pessoa para abortar uma escapada que em nada lhe prejudicava. Gastou demasiadas forças e não foi capaz de seguir a estela do pelotão durante a subida ao porto de Langa. Em meta a diferença tinha chegado aos 8:01 respeito de Eddy Merckx, o sonho do Giro desvanecia-se.
Fuente, a 7:43 na geral, ainda confiava numa histórica remontada e começou com ela: recuperou 2:21 em Monte Generoso, onde ganhou a sua quarta etapa do Giro; 13 segundos em Iseo, onde cedeu a vitória a Santiago Lazcano ao chegar os dois em solitário a meta e 1:47 nas Tre Cime di Lavaredo, onde ganhou sua quinta etapa.
A falta de uma etapa de montanha estava na geral a 3:22 de Merckx e, como não podia ser de outra maneira, o tentou no Monte Grappa. Os relatos oficiais da prova dão a Fuente uma vantagem máxima de 2:40, no entanto o Tarangu fala em seu livro de referências próximas a 3:30, isto significa que em algum momento da ascensão a Monte Grappa Fuente pôde ter sido líder virtual da carreira. E aqui estoirou a polémica já que o Tarangu disse em meta que era impossível que em 5 quilómetros de descida lhe tivessem recortado a vantagem que levava no alto. Em qualquer caso lutou, tentou-o e pôs o espetáculo naquele Giro, considerado como “The greatest show on earth”.
Fuente terminou quinto na geral, ganhou cinco etapas e o prêmio da montanha, quarto consecutivo.
Kas 1975. Fuente centrou a sua temporada de 1975 na consecução do Tour de France. Para isso renunciou ao Giro e se centrou na Volta como preparação. No entanto algo não marchava bem ao longo da temporada, nem os resultados nem as sensações acompanhavam. Na Volta já se viu que Fuente não era o dos anos precedentes. Terminou abandonando quando já não tinha nenhuma opção. Terminou em Astúrias sua preparação para o Tour. Ganhou a subida ciclista a Enol e tratou de disputar a Volta às Astúrias a seu colega Miguel María Lasa, Só aguentou a etapa de Pajares, onde fez segundo no Brañillín, depois falhou no Naranco e se afundou no Fito, algo falhava.
Chegou ao Tour com muitas dúvidas e o prólogo, muito técnico, já foi um calvário para Fuente que se deixou 53 segundos a respeito de Francesco Moser, ganhador por adiante de Eddy Merckx. E o que tinha que ocorrer ocorreu; era o segundo sector da primeira etapa com final em Roubaix após 108 quilómetros e com alternância de muros das clássicas belgas e trechos de pavés da Paris–Roubaix. O Tarangu terminou o último a 15:23, seu tempo estava fora de controle e portanto devia abandonar o Tour. Em posteriores declarações disse que esse tinha sido o pior momento da sua vida desportiva.

## A doença
Tinha chegado o momento de analisar as causas, mas não somente do abandono no Tour de France, mas do rendimento de toda a temporada. Era um ciclista experimentado que estava a ponto de cumprir os 30 anos, uma idade envidiável para os ciclistas, portanto as causas tinha que as procurar mais em factores físicos que em factores de planeamento desportivo.
Nada mais chegar a Astúrias Fuente pôs-se nas mãos dos médicos e os resultados não podiam ser mais desalentadores: Fuente sofria uma hepatite tóxica e uma nefropatia crónica possivelmente devido a uma nefrite que teve em sua infância por uma escarlatina mal curada. Ainda que a hepatite não revestia nenhum perigo, a nefropatia podia o afastar do ciclismo.
Fuente procurou por todos os meios o alta médica que lhe permitisse competir, mas essa alta nunca chegou. Em Janeiro de 1976 rescinde o seu contrato com a equipa ciclista Kas e enrola-se na Bianchi italiana. Chegou a correr a Volta aos Vales Mineiros de 1976, mas depois de comprovar que não era capaz a seguir o ritmo dos seus colegas, e isso apesar de ganhar a etapa de Brañillín, optou por deixar a bicicleta definitivamente.
Com 31 anos Fuente começava uma nova vida; uma vida já encaixada com a sua loja de bicicletas em Oviedo. Colaborou com diferentes meios de comunicação para seguir as grandes voltas ciclistas e finalmente converteu-se em diretor desportivo da equipa aficionada da Central Lechera Asturiana, o CLAS-Cajastur. Durante cinco temporadas levou a direção técnica da equipa e em 1988 a equipa estreia no campo profissional. A experiência em profissionais tão só durou até o mês de agosto, quando Fuente apresenta ante os patronos da equipa CLAS-Cajastur o seu despedimento, fruto de desavenças próprias da marcha de um negócio.
Quando a doença já o estava atingindo surge desde Astúrias a ideia de lhe brindar uma homenagem. Não faltou ninguém, nem seus amigos, nem seus colegas, nem os seus rivais. A 5 de setembro de 1995 o teatro Campoamor de Oviedo reuniu a centenas de pessoas que aplaudiram um dos mais espectaculares ciclistas da história. Eddy Merckx, Bernard Thévenet, Felice Gimondi e Bernard Hinault representaram a todo o ciclismo internacional naquela homenagem.
Jose Manuel Fuente Lavandera morreu em Oviedo a 18 de julho de 1996. Tinha 50 anos quando não pôde superar um transplante de rim que tinha recebido fazia mal dois meses.

## Palmarés
1970
- 1º neoprofesional da Volta a Espanha
- 4 etapas da Volta a Guatemala
- 1 etapa da Volta à Catalunha
- 1 etapa da Volta a Astúrias
- 1 etapa da Volta à Rioja

1971
- 1 etapa do Giro de Itália, mais classificação da montanha
- 2 etapas do Tour de France

1972
- Volta a Espanha , mais 1 etapa, a classificação da montanha  e a classificação da combinada
- 2º no Giro de Itália, mais 2 etapas e classificação da montanha

1973
- Volta a Suíça, mais 2 etapas e Grande Prêmio da montanha na Volta a Suíça
- 1 etapa do Giro de Itália, mais classificação da montanha
- 3º no Tour de France

1974
- Volta a Espanha , mais 2 etapas
- 5 etapas do Giro de Itália, mais classificação da montanha

1975
- 1 etapa Subida a Lagos de Enol

1976
- 1 etapa da Volta aos Vales Mineiros

## Resultados em Grandes Voltas e Campeonato do Mundo
| Corrida            | 1969 | 1970 | 1971 | 1972 | 1973 | 1974 | 1975 | 1976 |
| ------------------ | ---- | ---- | ---- | ---- | ---- | ---- | ---- | ---- |
| Volta a Itália     | -    | -    | 39º  | 2º   | 8º   | 5º   | -    | -    |
| Volta a França     | -    | -    | 72º  | -    | 3º   | -    | Ab.  | -    |
| Volta a Espanha    | -    | 16º  | 54º  | 1º   | -    | 1º   | Ab.  | -    |
| Mundial em Estrada | -    | -    | -    | -    | -    | -    | -    | -    |

## Reconhecimentos

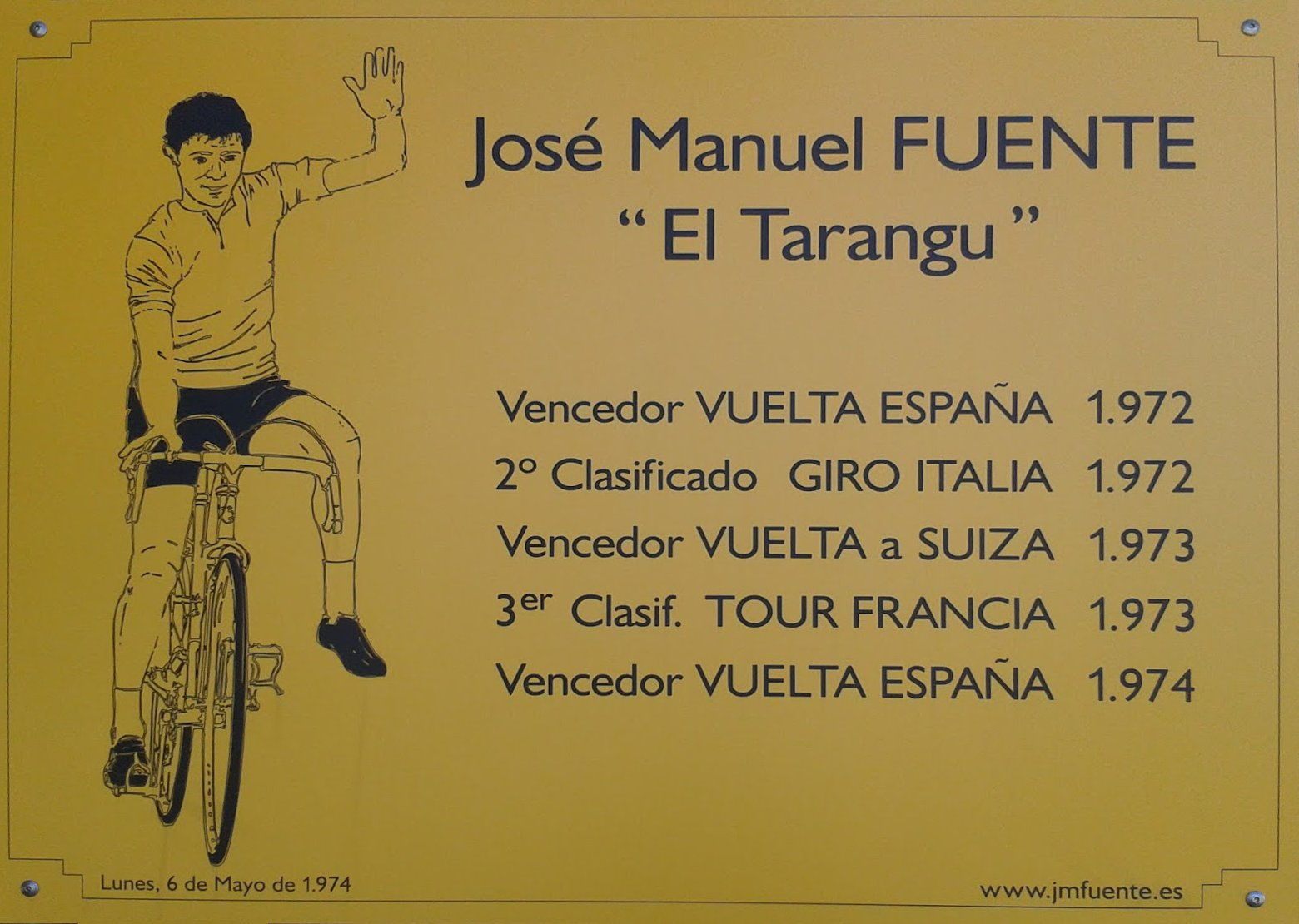
Alto do Naranco (Oviedo). Placa do monumento conmemorativo a José Manuel Fuente

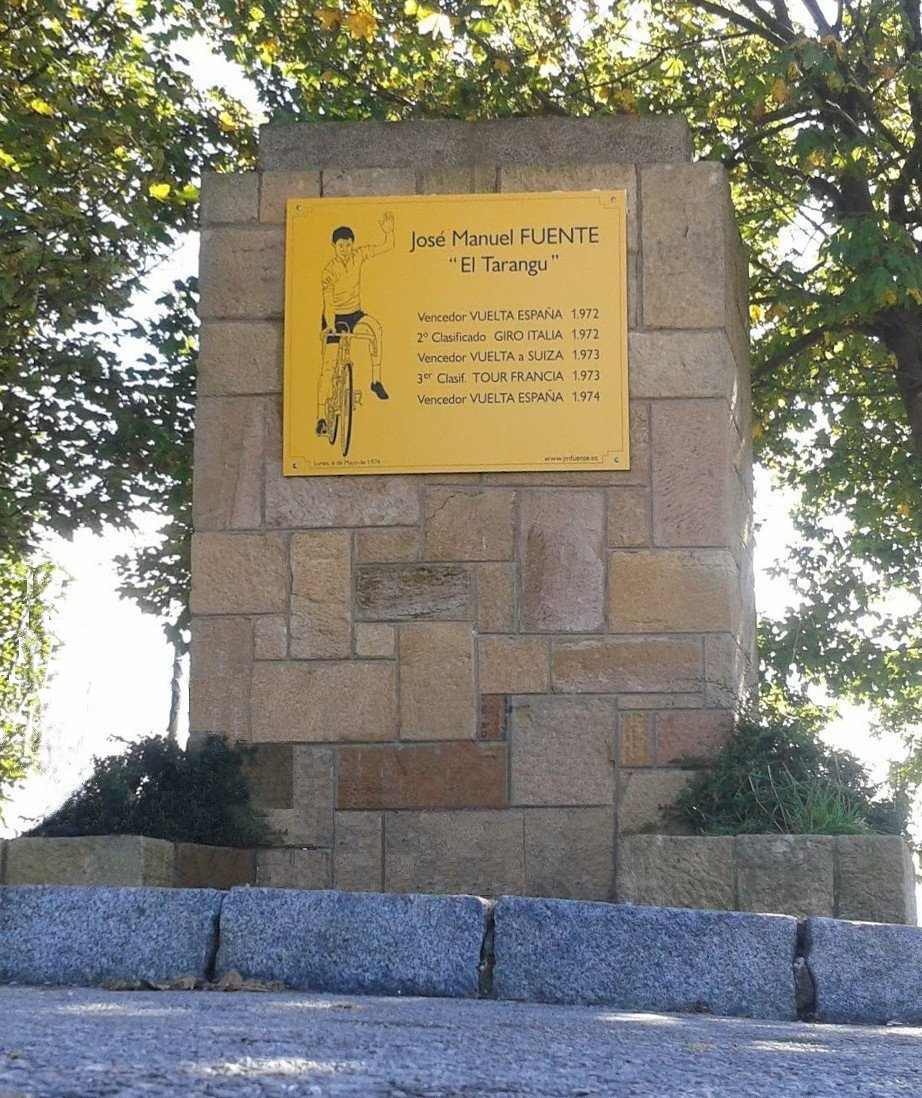
Alto do Naranco (Oviedo). Monumento conmemorativo a José Manuel Fuente

- Um singelo monumento situado no alto do Naranco junto à cidade de Oviedo recorda as principais voltas disputadas pelo ciclista. Foi inaugurado por motivo da LVII edição da Volta a Astúrias no dia 12 de maio de 2013, passando o alto a denominar-se cume José Manuel Fuente «El Tarangu».[2]
- Uma rua de Oviedo leva o nome de José Manuel Fuente.[3]